# 保谷徹
保谷 徹（ほうや とおる、1956年 - ）は、日本の歴史学者、東京大学史料編纂所教授。専門は幕末維新史特に軍事史。

## 来歴
東京都生まれ。東京大学文学部国史学科卒、1987年同大学院博士課程中退。史料編纂所助教授を経て教授に就任。

## 著書

### 単著
- 『戊辰戦争』＜戦争の日本史18＞ （吉川弘文館、2007年）
- 『幕末日本と対外戦争の危機 下関戦争の舞台裏』（吉川弘文館、2010年）

### 編著
- 『幕末維新と情報』（吉川弘文館、2001年）

### 共著
- （高橋典幸・山田邦明・一ノ瀬俊也）『日本軍事史』（吉川弘文館、2006年）
- （黒田日出男・加藤友康・加藤陽子）『日本史文献事典』（弘文堂、 2003年）